# Chiesa luterana di Buda
La chiesa luterana di Buda (in ungherese Budavári evangélikus templom) è la chiesa luterana più anziana di Buda situata di fronte alla porta di Vienna, non lontana dal castello. È stata costruita nel 1896 da Mór Kollina in stile neoclassico, per la comunità evangelica sorta decenni prima per disposizione di Maria Dorotea di Württemberg, consorte del Conte Palatino Giuseppe Antonio Giovanni d'Asburgo-Lorena. Una targa ricorda il pastore Gábor Sztehlo, che durante la seconda guerra mondiale salvò oltre duemila esseri umani. Un tempo un dipinto di Bertalan Székely, Cristo santifica il pane, ornava l'altare, ma fu distrutto nella seconda guerra mondiale dai sovietici.